# Giovanni Rovetta
Giovanni Rovetta (Venezia, 1596/1599 – Venezia, 23 ottobre 1668) è stato un presbitero e compositore italiano, maestro di cappella dell'insigne Cappella Marciana della Basilica di San Marco a Venezia.

## Biografia
Passò la carriera intera al San Marco, come corista, strumentista, basso, vicemaestro a Monteverdi, e poi successore a Monteverdi dal 1664 alla sua morte. Fu anche maestro di Coro all'Ospedale dei Derelitti (Ospedaletto) dal 1635 al 1647.

## Opere e stile
Le sue composizioni includono due opere, alcuni volumi di madrigali concertati, ed una gran quantità di musica sacra come messe, salmi, e mottetti. Il suo stile sembra spesso collocarsi nell'ombra monteverdiana, sebbene in certi pezzi scriva con personali qualità melodiche. Una messa cerimoniale, risalente al 1639, è uno dei suoi lavori più riusciti. Scrisse anche raccolte di musica strumentale (Canzoni per sonare) e le opere teatrali Ercole inopera Lidia (1645 al Teatro Novissimo di Venezia) e Argiope (1649).